# Maureen Manley
Maureen Manley (Thousand Oaks) va ser una ciclista nord-americana guanyadora d'una medalla de plata al Campionat del món en contrarellotge per equips de 1990.

## Palmarès
- 1988
  - 1a a la Redlands Classic
- 1990
  - Vencedora d'una etapa al Postgiro